# Deinstytucjonalizacja
Deinstytucjonalizacja – proces rozwoju działań i usług świadczonych na poziomie i przez społeczności lokalne, którego celem jest jak najszersza eliminacja konieczności świadczenia działań i usług instytucjonalnych (zakładowych) – świadczonych przez państwo lub samorząd.
W publikacji UNICEF z 2010 deinstytucjonalizacją (ang. deinstitutionalization) nazywa się całość procesu transformacyjnego, mającego na celu zmniejszenie rozmiarów lub całkowitą likwidację zakładów stacjonarnych (w tym wypadku opiekuńczych), na rzecz zapewnienia usług bazujących na standardach wynikających z praw człowieka i zorientowanych na rezultaty. Warunkiem likwidacji lub minimalizacji usług zakładowych jest zapewnianie alternatywy spełniającej określone standardy, umożliwiające osiągnięcie zakładanych przez zamawiającego usługę celów.
M. Grewliński i J. Lizut definiują proces, jako przesuwanie świadczenia usług społecznych do środowiska i miejsca zamieszkania zainteresowanej grupy obywateli. Chodzi o to, by nie wyrywać ludzi z ich naturalnego środowiska życia. Krzysztof Chaczko uważa, iż deinstytucjonalizacja to proces przejścia od usług świadczonych przez długoterminowe instytucje do świadczeń w społecznościach lokalnych. Mikołaj Rakusa-Suszczewski wskazuje, że "deinstytucjonalizacja wyraża współcześnie przekonanie, że nie ma sensu przetrzymywać w placówkach sanitarnych i zakładach opiekuńczych (co zazwyczaj oznacza również izolację) różnych grup, które z powodu swojej niepełnosprawności, wieku czy problemów losowych nie mogą samodzielnie funkcjonować w społeczeństwie". Jerzy Krzyszkowski podaje, że deinstytucjonalizacja to "działania podejmowane na rzecz tworzenia różnych form usług [...] w środowisku mających na celu zapewnienie właściwej opieki oraz wydłużenie okresu sprawności psychofizycznej oraz możliwości pełnienia ról społecznych i zawodowych". W „Wytycznych w zakresie realizacji przedsięwzięć w obszarze włączenia społecznego i zwalczania ubóstwa z wykorzystaniem środków Europejskiego Funduszu Społecznego i Europejskiego Funduszu Rozwoju Regionalnego na lata 2014-2020 Ministra Inwestycji i Rozwoju”, deinstytucjonalizacja to „proces przejścia od opieki instytucjonalnej do usług świadczonych w społeczności lokalnej, realizowany w oparciu o Ogólnoeuropejskie wytyczne dotyczące przejścia od opieki instytucjonalnej do opieki świadczonej na poziomie lokalnych społeczności".
Deinstutucjonalizacja opiera się zatem na postulacie zmiany proporcji w świadczeniu usług społecznych pomiędzy sektorem publicznym, a społecznością lokalną i rodziną. Zindywidualizowane i profesjonalnie świadczone w społeczności usługi zakładają transfer zasobów z sektora publicznego (z placówek), wykorzystanie (często wcześniej nierozeznanych) zasobów tkwiących w lokalnych społecznościach oraz kreowanie nowych usług. Przesłanki deinstytucjonalizacji są dwojakie: ekonomiczne (koszty usług stacjonarnych) i społeczne (preferencje klientów).
Deinstutucjonalizacja jest procesem długotrwałym i szeroko zakrojonym. Musi zostać w przemyślany sposób przygotowana, z określeniem celów strategicznych i operacyjnych oraz nakreśleniem etapów wdrożenia. Wymaga w związku z tym konsensusu politycznego. Pierwsze próby z deinstutucjonalizacją pojawiły się w Polsce w drugiej dekadzie XXI wieku, jednak o podobnych rozwiązaniach wspominał już Norbert Michalewicz w 1939, odnośnie rozwiązań lwowskich.